# Јужни Јујст
Јужни Јујст (енгл. South Uist) је једно од Британских острва које припада Уједињеном Краљевству, односно Шкотској. Налази се у Атлантском океану и део је ужег архипелага Спољашњи Хебриди. Површина острва износи 320 km². Према попису из 2001. на острву је живело 1.818 становника.